# Endre Kabos
Endre Kabos [ˈɛndrɛ ˈkɒboʃ] (* 5. November 1906 in Großwardein, Österreich-Ungarn; † 4. November 1944 in Budapest, Ungarn) war ein ungarischer Säbelfechter. 
Kabos nahm an den Olympischen Sommerspielen 1932 in Los Angeles und 1936 in Berlin teil. Bei beiden Spielen wurde er mit dem ungarischen Team Olympiasieger im Mannschaftswettkampf, in den Einzelwettbewerben errang er 1932 die Bronze- und 1936 die Goldmedaille. Darüber hinaus wurde er in den Jahren 1933, 1934 und 1936 jeweils Einzel- und Mannschaftsweltmeister im Säbelfechten. Bei den Europameisterschaften konnte er 1933 und 1934 den Einzel- sowie 1931, 1933, 1934 und 1935 den Mannschaftstitel erringen.
Aufgrund seiner jüdischen Herkunft wurde er im Zweiten Weltkrieg in ein Arbeitslager deportiert, konnte fliehen und schloss sich dem ungarischen Widerstand an. Er starb, als die Margaretenbrücke in Budapest am 4. November 1944 versehentlich gesprengt wurde.
Im Jahr 1986 wurde er in die International Jewish Sports Hall of Fame in Netanja aufgenommen. Am Berliner Olympiastadion befindet sich eine Gedenktafel für Endre Kabos. Motive seines Lebens wurden im Film „Ein Hauch von Sonnenschein“ (1999) von Regisseur István Szabó aufgegriffen.